# Charles Geefs

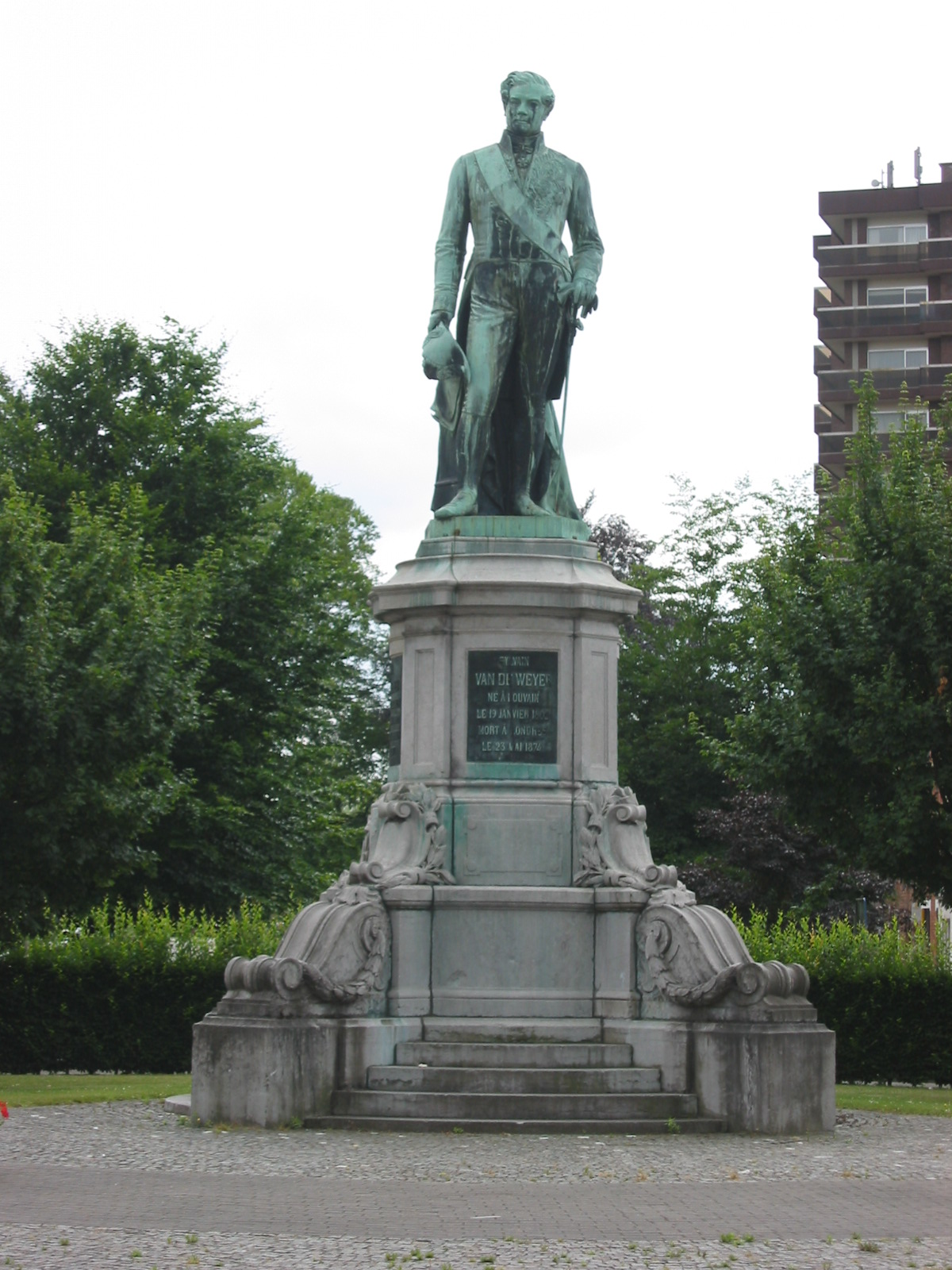
Standbild von Sylvain van de Weyer auf der Straße Kapucijnenvoer in Löwen im Juni 2006 von Charles Geefs

Charles Geefs (* 1. Januar 1829 in Antwerpen; † 5. April 1911 in Schaerbeek) war ein belgischer Bildhauer und Maler.

## Familie
Geefs hatte drei Brüder und drei Halbbrüder. Alle waren bekannte Bildhauer. Aus der ersten Ehe seines Vaters Joannes Geefs (25. April 1779 – 3. Dezember 1848) mit Joanna Theresia Verbruggen (8. November 1775 – 14. Januar 1822) sind die Halbbrüder:
- Guillaume (Willem bzw. Wilhelm) Geefs (10. September 1805 – 19. Januar 1883); Guillaume Geefs war verheiratet mit Fanny Geefs (2. Mai 1807 in Brüssel – 23. Januar 1883 in Schaerbeek)
- Joseph Germain Geefs, auch Jozef Geefs (23. Dezember 1808 – 9. Oktober 1885)
- Aloys Geefs (25. Januar 1817 – 31. August 1841)

Aus der zweiten Ehe des Vaters mit Dymphna Vermeulen (24. Juli 1788 – 22. Juni 1843) stammen die Brüder:
- Jean Geefs (24. April 1825 – 9. Mai 1860)
- Theodore Geefs, (1827–1867)
- Alexandre Geefs (1. Januar 1829 – 1866), sein Zwillingsbruder.

Charles Geefs heiratete im Juli 1871 Marie Joseph Aimée Barbiaux (23. Februar 1835 – ?), die Witwe seines Zwillingsbruders Alexandre. Mit Alexandre war sie von 1858 bis 1866 verheiratet. Alexandre Geefs und Marie Joseph Aimée Barbiaux hatten einen Sohn Adrien Charles Geefs (10. Februar 1866 bis 1896), der auch Maler war.

## Leben
Geefs wohnte zunächst in Brüssel bei seinem älteren Bruder Guillaume, der ihn auch unterrichtete und mit ihm zusammenarbeitete. Er studierte von 1845 bis 1853 sowie 1857/58 gemeinsam mit seinem Zwillingsbruder Alexandre an der Académie royale des Beaux-Arts de Bruxelles, wo er ein Schüler von Louis Jéhotte war und 1849 einen 1. Preis für historische Komposition erhielt. Zwischenzeitlich besuchte er die Académie royale des beaux-arts d’Anvers (1852) und vermutlich seinen Bruder Jean in London (ca. 1858). Später lebte er in Paris, kehrte aber nach dem Tod Alexandres 1866 nach Brüssel zurück, heiratete dessen Witwe und adoptierte die Kinder. Er lehrte an der Königlichen Akademie in Brüssel. Zu seinen Schülern gehörte Thomas Vinçotte.

## Werke (Auswahl)
Geefs Werk umfasst sowohl Einzelstatuen als auch Figurengruppen, wobei er als Materialien Marmor, Terrakotta und Gips einsetzte. Neben bekannten Persönlichkeiten standen dem Bildhauer mehrfach seine Familienmitglieder Modell. Von letzteren malte er auch einige Porträts sowie ein Selbstbildnis.
Das Standbild von Sylvain van de Weyer

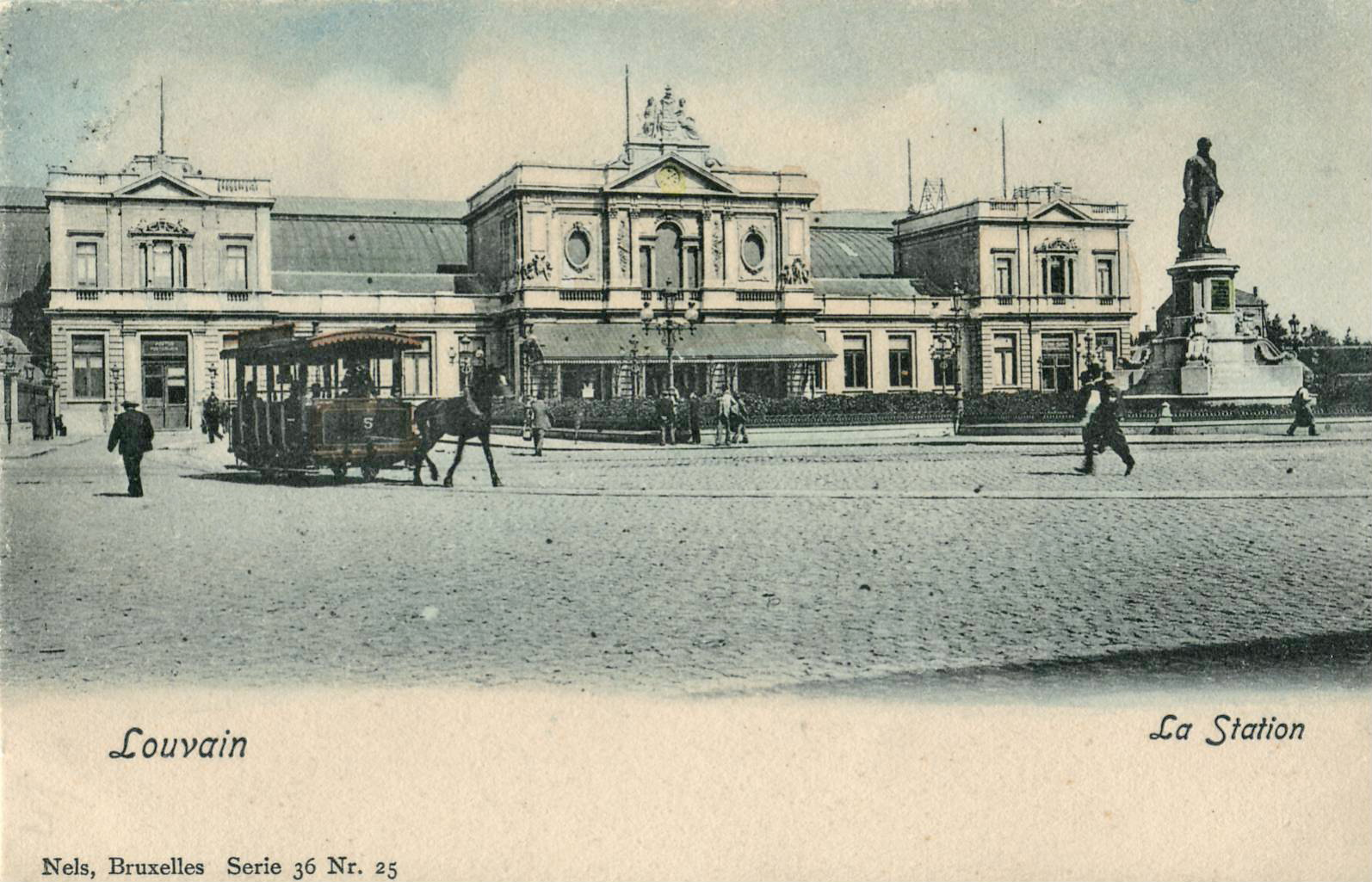
Erster Standort vor dem Bahnhof in Leuven

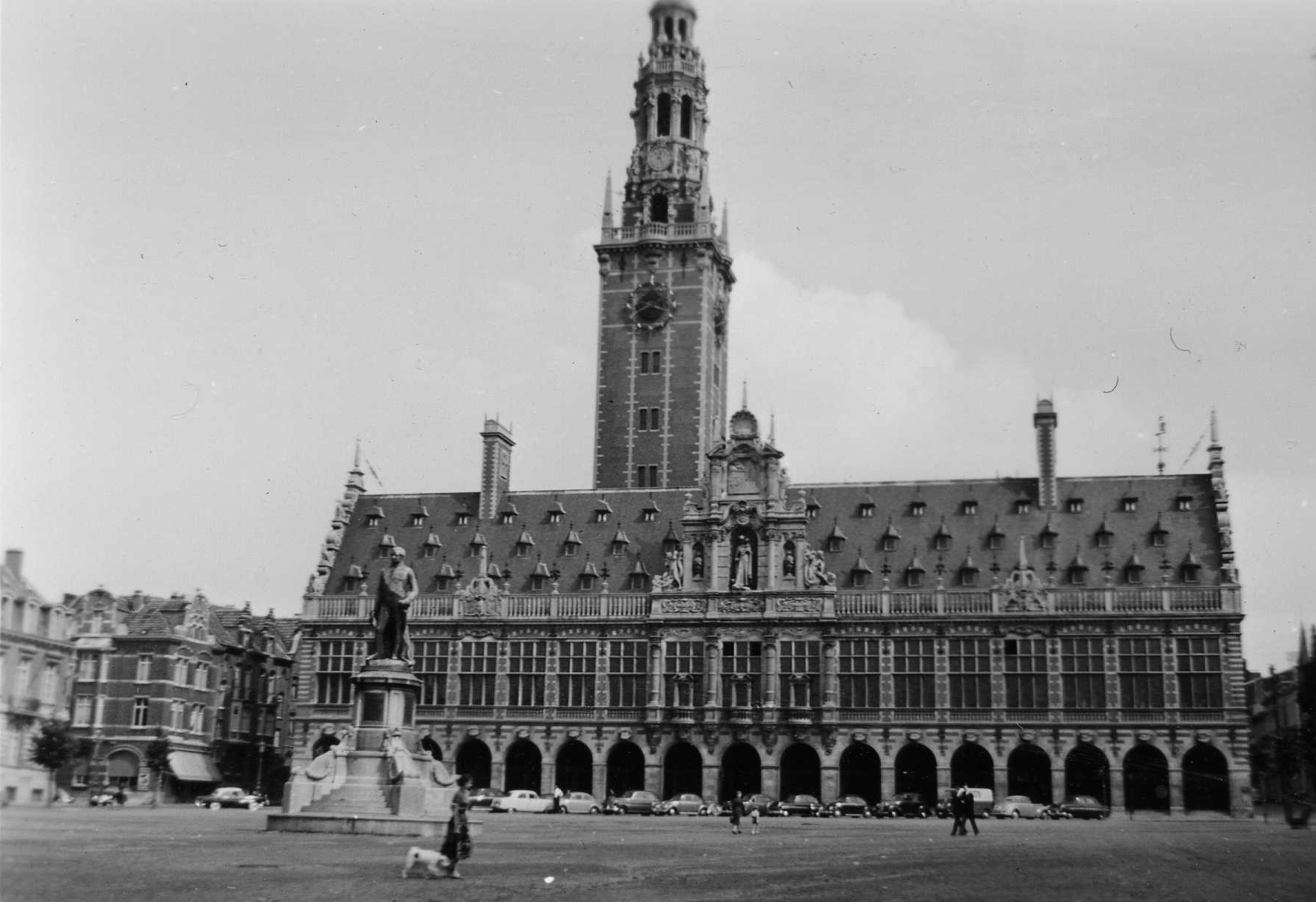
Standbild von Sylvain van de Weyer mit dem Rücken zur Universitätsbibliothek während seiner Zeit auf dem Ladeuzeplein

Sylvain van de Weyer (19. Januar 1802 in Löwen – 23. Mai 1874 in London) war ein belgischer Staatsmann. Im Jahr 1831 wurde er der erste Belgische Außenminister, und er war vom 30. Juli 1845 bis zum 31. März 1846 Premierminister von Belgien.
Kurz nach seinem Tod beschloss der Stadtrat von Löwen, eine Statue von van de Weyer anfertigen zu lassen. Es sollte die erste Statue in Löwen sein. Dem jungen Staat Belgien war es wichtig, das Nationalgefühl zu steigern, und so entstanden viele Denkmäler im ganzen Land.
Die Auswahl von van de Weyers war nicht unumstritten. Zum Zeitpunkt seines Todes hatte er die britische Staatsbürgerschaft angenommen. Es gab auch Bemühungen, stattdessen andere Berühmtheiten, die mit Löwen in Verbindung stehen, durch ein Denkmal zu würdigen, zum Beispiel Papst Hadrian VI., der ab 1476 in Löwen studierte und 1478 hier seinen Magister in Philosophie erwarb oder den Maler Quentin Massys.
Die Einweihung der Statue fand am Sonntag, dem 1. Oktober 1876, in Anwesenheit von der ganzen königlichen Familie und des Königs der Belgier Leopold II. und seiner Frau, der Königin der Belgier Marie Henriette von Österreich statt.
Der erste Standort war der Bahnhofsplatz (heute Martelarenplein). Nach dem Ersten Weltkrieg wurde aber an dieser Stelle 1925 das Kriegsdenkmal (heute Friedensmonument) errichtet, und die Statue kam auf den Volksplatz (heute Monseigneur Ladeuzeplein). Auch dort musste die schwere Statue wegen des Baus einer Tiefgarage weichen und kam nach einer kurzen Zwischenstation im Stadtpark auf die Kapucijnenvoer. Im Jahr 2010 begannen dort Sanierungsarbeiten, und die Statue befindet sich mittlerweile in einem städtischen Lagerhaus.
Die Statue war immer wieder Gegenstand des Spottes. Am 20. Februar 1879 malten Studenten sie bunt an. Während ihrer Zeit auf dem Monseigneur Ladeuzeplein stand sie mit dem Rücken zur Bibliothek der Universität. Die Löwener Bürger sagten, dass dies so sei, damit van de Weyer nicht Maria sehen bräuchte, die einen Adler zertrampelt, das Symbol für Deutschland.
Weitere Werke

Er stellte auf verschiedenen internationalen Ausstellungen aus. So zum Beispiel im Jahr 1858 auf der Royal Academy of Arts Summer Exhibition einen Schlafenden Cupido, im Jahr 1880 in Brüssel die Marmorstatue eines Jungen Sklaven und auf dem Brüsseler Salon 1884 eine Gruppe Der Kuss.
Im Zuge einer Restauration des Brüsseler Rathauses schuf Charles Geefs Porträts der Bürgermeister Charles de Brecht (1885) und Adrien Taye (1888).